# Governatori generali della Nigeria
Quello che segue è un elenco di governatori generali della Nigeria dalla fondazione della colonia da parte degli inglesi 1914 sino alla proclamazione della repubblica nel 1963 con la sostituzione del capo di stato dal monarca del Regno Unito ad un presidente locale.

## Governatori generali della Nigeria (1914 - 1919)
- Sir Frederick Lugard, 1914 - 1919

## Governatori della Nigeria (1919 - 1954)
- Sir Hugh Clifford, 1919 - 1925
- Sir Graeme Thomson, 1925 - 1931
- Sir Donald Cameron, 1931 - 1935
- Sir Bernard Bourdillon, 1935 - 1940
- Sir John Evelyn Shuckburgh, 1940 - 1942
- Sir Alan Burns, 1942 - 1943
- Sir Arthur Richards, 1943 - 1948
- Sir John Macpherson, 1948 - 1954

## Governatori generali della Nigeria (1954 - 1963)
- Sir John Macpherson, 1954 - 1955
- Sir James Wilson Robertson, 1955 - 1960
- Sir Nnamdi Azikiwe, 1960 - 1963